# Гороховщино
Горохо́вщино (рос. Гороховщино) — село у складі Нижньоломовського району Пензенської області, Росія.
Населення — 52 особи (2010; 77 у 2002).
Національний склад станом на 2002 рік:
- росіяни — 99 %